# Drapeau de Flandre
Le drapeau de Flandre, appelé aussi le lion flamand, lion de Flandre (« Vlaamse Leeuw » en néerlandais) ou drapeau au lion, est l’emblème du Comté de Flandre. Il est depuis la disparition du comté utilisé de manière officielle ou informelle par divers entités, organismes ou populations en Région flamande en Belgique, en Flandre française dans le Nord et le Pas-de-Calais en France et en Flandre zélandaise aux Pays-Bas.

## Description
L'héraldique du Comté de Flandre est décrit comme tel : D'or au lion de sable armé et lampassé de gueules.

## Histoire

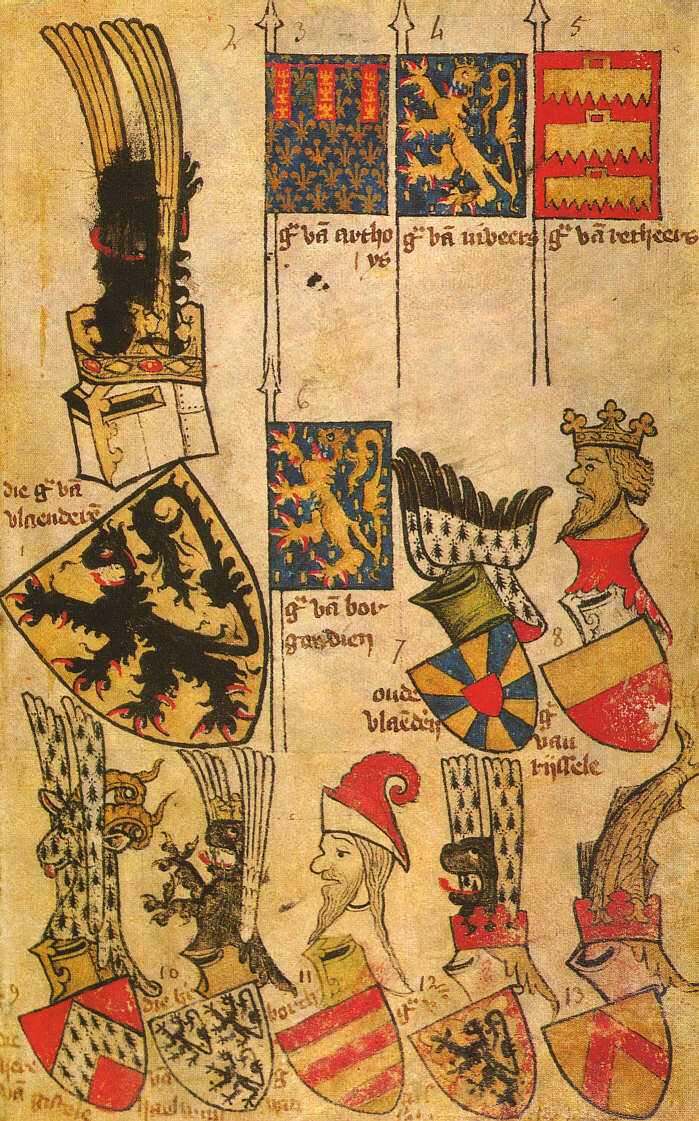
Folio 80r de l’armorial de Gelre du XIV, qui comprend (au milieu à gauche) les armoiries du comte de Flandre attestant de la présence du rouge, armé et lampassé de gueules, sur le blason dès le Môyen-Âge.

Drapeau du comté de Flandre lors de la troisième croisade.

Le premier drapeau de la Flandre utilisé lors de la troisième croisade était muni d'une croix verte,,. L'origine du drapeau au lion est généralement attribuée au comte de Flandre Philippe d'Alsace qui en revenant de croisade en 1178 fut attaqué par le roi d'Albanie Nobilion qu'il tua et dont il prit le blason pour son propre usage.
La première image d’un lion de Flandre, datant du XIIIe siècle, en montre un qui est entièrement noir (« de sable ») sur un champ jaune (« d’or »). Sur les images du XIIIe siècle, langue et griffes ne sont pas toujours explicitement indiquées. Dans l’armorial Wijnbergen, qui date de la fin du XIIIe siècle, le lion est complètement noir. Dans la seconde moitié du XIVe siècle, le héraut Claes Heynenszoon dit Gelre travailla au célèbre armorial de Gelre qui contient, entre autres, les armes de la Flandre  et celles de Louis de Male, comte de Flandre. Les deux écussons identiques du comte et de la Flandre représentent la langue et les griffes en rouge (armé et lampassé et gueules). S'il se peut que les couleurs aient changé, il n’est non plus à exclure que l’armorial de Wijnbergen soit inexact et que le comte Philippe d'Alsace portait depuis le début ces accents rouges dans ses armoiries.

## Usages modernes et variantes

### Belgique

#### Flandre belge
Une variante est utilisée comme drapeau officiel de la Communauté et Région flamande en Belgique. Adopté par le Conseil culturel de la Communauté néerlandaise en 1973, il a ensuite été adopté comme drapeau de la Communauté flamande en 1985.
Le drapeau se caractérise par un dessin du lion qui lui est propre et la présence de blanc pour les traits du corps. Ce lion se retrouve également sur certaines armoiries des villes de la région tandis que d'autres utilisent des lions d'un dessin plus ancien.
Couleurs utilisées dans le drapeau de la Région flamande :

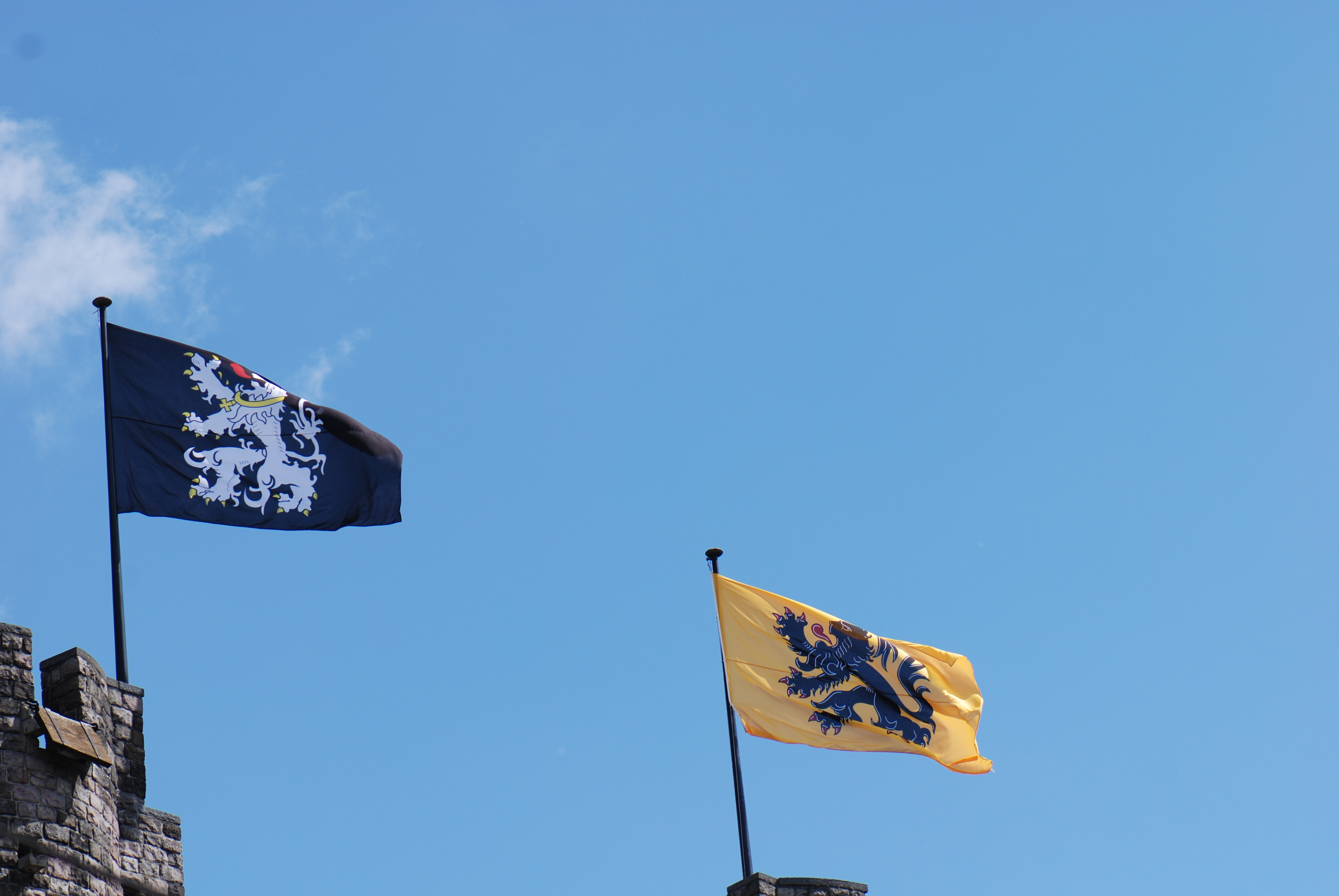
Drapeaux de la ville de Gand, à gauche et de la Région flamande, à droite, sur le Château des comtes de Flandre à Gand. Le drapeau de la ville de Gand utilise un lion d'un dessin antérieur à celui de la Région.

| Couleur | ● Blanc       | ● Jaune      | ● Noir  | ● Rouge   |
| ------- | ------------- | ------------ | ------- | --------- |
| HTML    | #FFFFFF       | #FEEA28      | #000000 | #ff0000   |
| RVB     | 255, 255, 255 | 254, 234, 40 | 0, 0, 0 | 255, 0, 0 |

### Commission communautaire flamande
Le drapeau de la Flandre est combiné avec le drapeau de la région de Bruxelles-Capitale pour créer le drapeau de la Commission communautaire flamande. Ce drapeau est un drapeau officiellement reconnu. 

#### Drapeau de Hainaut

Blason de la province de Hainaut.

Blasonnement : Écartelé aux 1. et 4. d'or au lion de sable armé et lampassé de gueules, aux 2. et 3. d'or au lion de gueules armé et lampassé d'azur.
Sous les princes de la maison de Bourgogne, le comté de Hainaut porta des armes semblables à celles de la Flandre, puis, peut-être pour éviter toutes confusions, reprit, sous Philippe le Beau, la combinaison écartelée Flandre-Hollande.
La province a ensuite repris pour son blason comme pour son drapeau, les armes du comté de Hainaut.

#### Blason de Flandre-Orientale
Si le blason utilisé par la province de Flandre-Orientale est très similaire à celui du comté de Flandre, tant par la figure héraldique du lion que par la couleur du champ, son drapeau l'en distingue. Celui-ci arbore la même figure héraldique du lion sur un fond vert traversé en son centre par quatre bandes blanches symbolisant les voies navigables irriguant la province.

Usages en province de Flandre-Orientale
Blason de la province de Flandre-Orientale.
Drapeau de la province de Flandre-Orientale.

#### Blason de Flandre-Occidentale
La Flandre-Occidentale présente le Lion de Flandre sur la moitié droite de son blason mais pas sur son drapeau.

Usages en province de Flandre-Occidentale
Blason de la province de Flandre-Occidentale.
Drapeau de la province de Flandre-Occidentale.

#### Blason de Namur
Le blason de Namur rappelle celui de Flandre, ce sont les armoiries du Comté de Namur. Elles sont utilisées depuis des siècles.
Les armoiries antérieures à 1190 ne sont pas connues. Philippe Ier le Noble, fils de Baudouin V de Hainaut et de Marguerite de Flandre, comte de Namur en 1196, brisa les armoiries de Flandre pour porter : d'or au lion de sable, armé et lampassé de gueules et à la cotice de gueules brochant sur le tout. Une couronne fut rajoutée par la suite.
Par contre seul le blason de la province contient le lion de Flandre, le drapeau de la province de Namur est rouge et noir. Il en va de même pour la ville de Namur où le lion se retrouve sur le blason mais pas sur le drapeau qui est jaune et noir.

Usages en province de Namur
Blason de la province de Namur.
Les armes original du comté de Namur.
Blason de la ville de Namur.
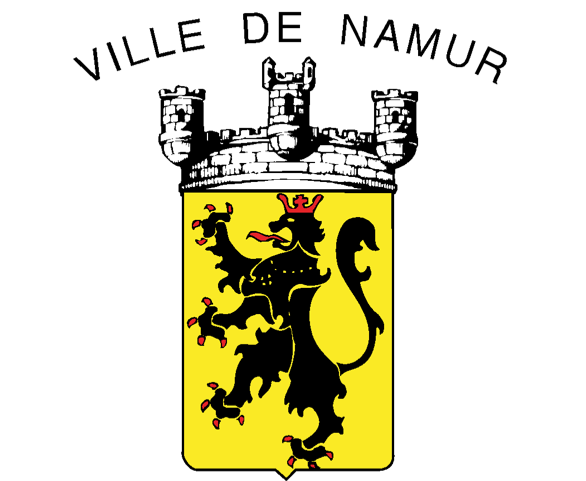
Blason de la ville de Namur.
Drapeau de la province de Namur.
Drapeau de la ville de Namur.

### Flandre française

#### Contexte
L'ancienne région Nord-Pas-de-Calais et l'actuelle région Hauts de France ne possèdent pas de drapeau officiel, les anciens logos de la région Nord-Pas-de-Calais étaient cependant utilisés en drapeau devant l'hôtel de région sans que cela ait une quelconque valeur officielle (à l'inverse par exemple de drapeau la Région flamande en Belgique).

Les différents logos de l'ancienne région Nord-Pas-de-Calais
De 1982  à 1993.
De 1993  à 2009.
De 2009  à 2014[b].

#### Le drapeau
L'usage d'une variante du drapeau de Flandre existe comme drapeau informel en Flandre française dans le Nord et le Pas-de-Calais. Celui-ci possède tout comme celui de la Région flamande un lion au dessin particulier, mais s'en démarque par l'absence de blanc pour les traits du corps qui sont de même couleur que pour le fond. Ce drapeau n'ayant cependant pas de caractère officiel (à l'inverse du drapeau de la Région flamande) il n'est pas rare de trouver différentes variantes utilisées.

Drapeau de Flandre utilisé en Flandre française.
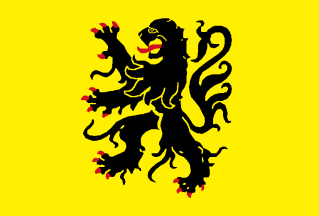
Variante également utilisée.

Couleurs utilisées dans le drapeau de la Flandre française :
| Couleur | ● Jaune     | ● Noir  | ● Rouge   |
| ------- | ----------- | ------- | --------- |
| HTML    | #FFD700     | #000000 | #ff0000   |
| RVB     | 255, 215, 0 | 0, 0, 0 | 255, 0, 0 |

#### Usage
Ces différentes variantes du drapeau de Flandre sont souvent présentées comme drapeau de l'ancienne région Nord-Pas-de-Calais ou des départements du Nord et du Pas-de-Calais bien que son usage soit informel,. Cette confusion est souvent renforcée par divers usages :
- La gendarmerie dans les départements du Nord et du Pas-de-Calais utilise de manière officielle le lion de flandre comme symbole, les gendarmes le portent sur l'écusson de leur uniforme[11];
- En 2010 la France a émis une série de pièces de 10 euros sur le thème des régions : celle consacrée au Nord-Pas-de-Calais comporte le drapeau au lion[12],[13];
- Le drapeau est fréquemment présent au sein des communes à côté des drapeaux des villes et des drapeaux français et européen alors qu'il n'existe pas de drapeau pour les départements du Nord, du Pas-de-Calais et pour la région.

Par ailleurs certains élus au conseil régional portent lors de représentations officielles une écharpe jaune et noire qui comporte le lion de Flandre avec les autres symboles héraldiques des anciennes provinces recouvrant la région comprenant les comtés d'Artois, de Flandre et de Hainaut. Son port ne constitue pas un délit puisqu’il ne s’agit pas de l’écharpe tricolore bleu blanc rouge mais elle n'a pas de caractère officiel.

Cette confusion peut également s'expliquer par le fait que la référence aux anciens comtés des Pays-Bas prend souvent le pas dans la culture populaire sur les symboles administratifs des régions et cela d'autant qu'elle est appuyée par les divers mouvements régionalistes. Béatrice Giblin-Delvallet constate en 1986 :

« [L]es animateurs du mouvement régionaliste mènent campagne contre l’appellation Nord - Pas-de-Calais et militent pour imposer un autre nom, les « Pays-Bas français ». Voilà, selon eux, qui redonnerait à la région une légitimité historique et une image plus valorisante. Ce nom évoque en effet les riches États des Provinces-Unies, leurs villes commerçantes et manufacturières aux bourgeoisies audacieuses, entreprenantes et cultivées, connues entre autres par les tableaux de Rembrandt ou de Frans Hals. C’est pour les mêmes raisons que ces régionalistes revendiquent le « lion de Flandres », symbole de la force et de la puissance, comme emblème régional et rejettent le « cœur au beffroi », qu’ils jugent mièvre et ridicule. »

Usages en Flandre française
Blason des gendarmes du Nord et du Pas-de-Calais.
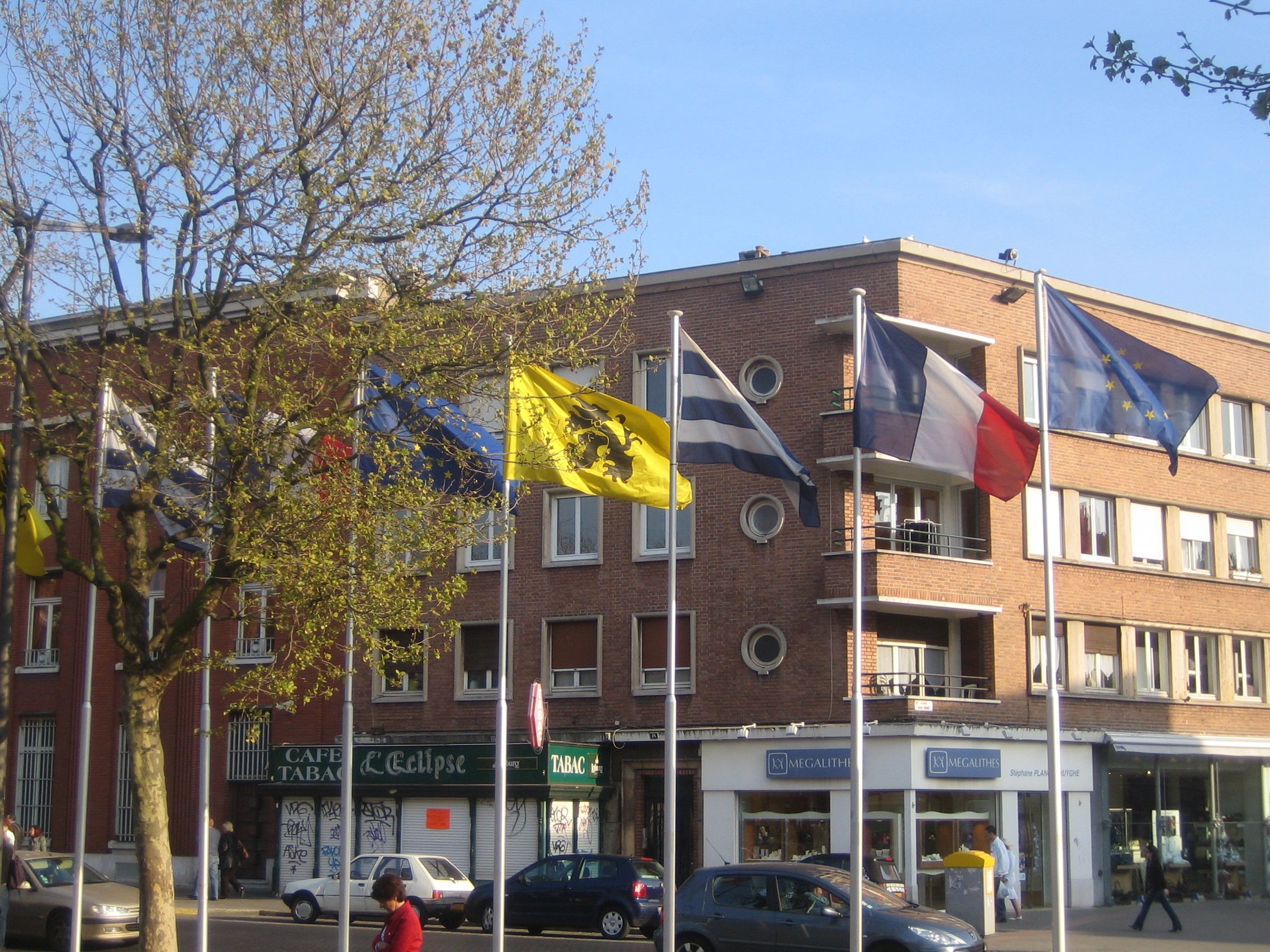
Drapeau de Flandre présent au côté des drapeaux dunkerquois, français et européen, place Jean Bart à Dunkerque.
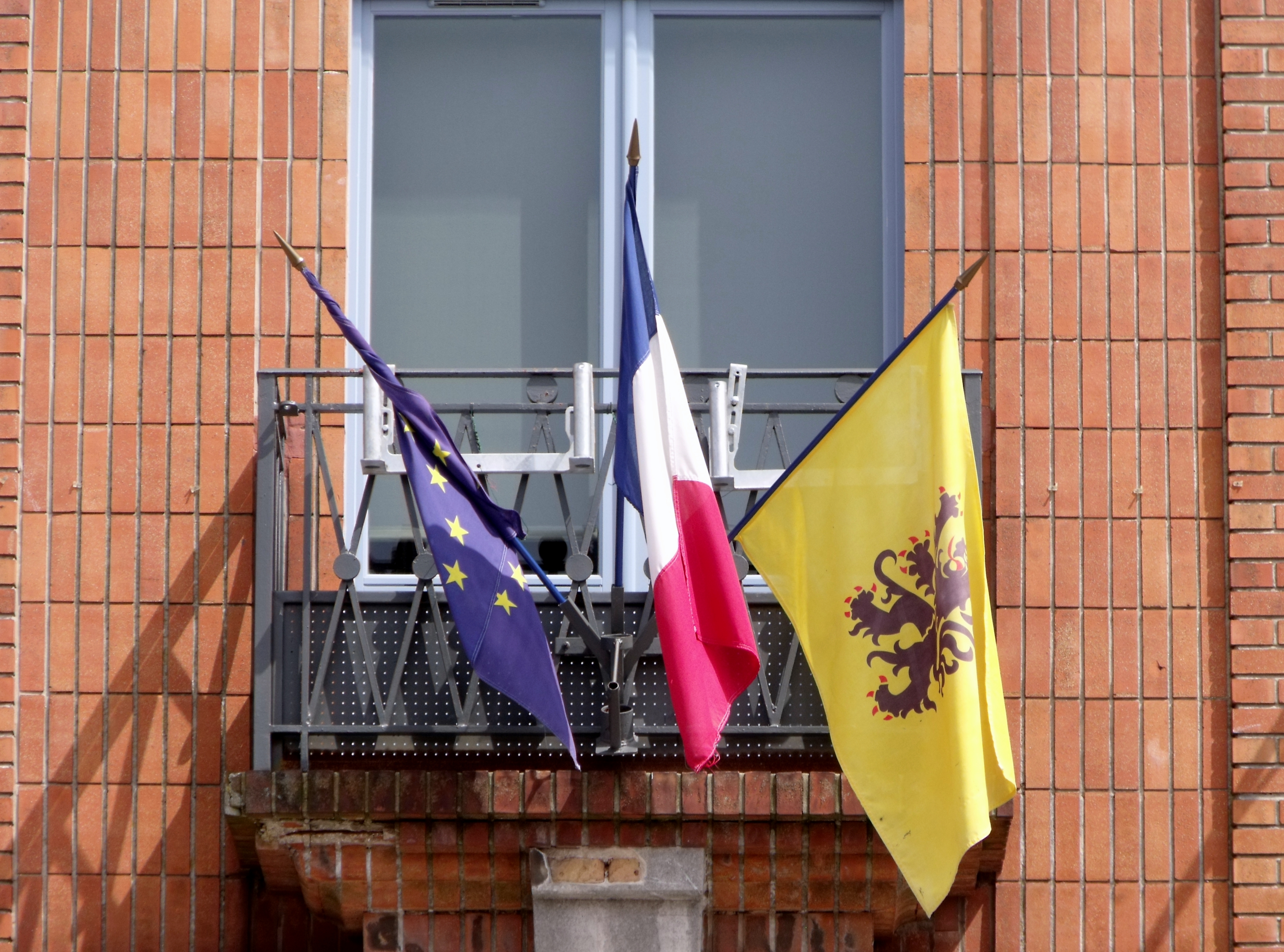
Drapeau de Flandre sur la façade de l'hôtel de ville de Cassel au côté des drapeaux français et européen.

### Autres usages

#### Drapeau du mouvement flamand
Le drapeau du mouvement flamand est un drapeau non officiellement reconnu et utilisé par des organisations politiques liées au mouvement flamand, il ne doit pas être confondu avec le drapeau officiel de la Région flamande.
La faction du mouvement flamand qui se bat pour une Flandre indépendante, prétend que cet étendard est celui « qui a le moins été souillé par les concessions aux francophones », alors que le drapeau officiel, tel qu’adopté par le Parlement flamand, portant un lion rampant armé et lampassé de gueules, est perçu comme le drapeau d’une Belgique fédérale au sein duquel la Flandre n’atteindra pas sa pleine autonomie. La principale différence avec le drapeau officiel est la couleur rouge (en héraldique : « de gueules ») des griffes et de la langue. Le choix de cette couleur pour les griffes et la langue se rapprocherait trop, selon certains nationalistes flamands, du drapeau tricolore belge, qui est de sable (=noir), d’or (=jaune) et de gueules (=rouge). Par conséquent, beaucoup de nationalistes flamands préfèrent le drapeau de combat noir et jaune (en héraldique « de sable et d’or »). Néanmoins, comme indiqué plus haut la présence de gueules est bien antérieure à la création de la Belgique.
En août 2019, le Pukkelpop a fait interdire cette version du drapeau à la suite de l'agression de la militante climatique Anuna De Wever par des personnes porteurs de ce drapeau.

#### 27eSS-Freiwilligen-Grenadier-Division Langemarck
Le drapeau de la Légion flamande puis de la 27e SS-Freiwilligen-Grenadier-Division Langemarck, division de la Waffen-SS composée de volontaires belges néerlandophones.